# Hospital Provincial de Rosario
El Hospital Provincial de Rosario (HPR) es un hospital general en Rosario (Argentina), dependiente del Ministerio de Salud de la provincia de Santa Fe. Es un hospital público, manejado parcialmente por un Concejo electo.
El HPR fue el primer hospital en Rosario y en el sur santafesino. Fue inaugurado el 4 de octubre de 1855, con el nombre de Hospital de Caridad, de la Sociedad de Beneficencia de Rosario. Al momento de su fundación, el hospital estaba fuera del ejido urbano de la pequeña "Villa de Rosario", que contaba con 3200 habitantes.
Al presente, el HPR ha quedado en el centro de la ciudad, sirviendo un área de población estimada de 386.000, tratando anualmente a 182.000 personas, admitiendo 25 pacientes por día, y realizando 300 cirugías por mes. El HPR tiene 16 centros de atención primaria distribuidos en el sudeste de Rosario.